# Masella
Masella es una estación de esquí alpino situada en la vertiente norte de la Tosa d'Alp, al sur de la Baja Cerdaña, inaugurada en el año 1967.
Se encuentra unida a la Molina junto con la cual forman el dominio esquiable Alp 2500. Las dos estaciones están enlazadas por un telecabina el cual sale de la Molina y llega al sector de "dues estacions", en la montaña de Tosa.
Administrativamente abarca territorios de los municipios de Das (parte occidental de la estación: Coma Oriola) i de Alp (parte oriental de la estación: Coma Pregona i núcleo de servicios).
La disposición de la estación es vertical, vertebrada por el "Cap del Bosc" (2150 m) y unida por la parte superior de la Tosa. A ambos lados de esta se extienden dos comas: Coma Pregona al este y Coma Oriola al oeste. Al final de esta última (cota 1.950m) hay una área de servicios secundarios (incluida la venda de forfaits) y un aparcamiento.

## Servicios
Dispone de uno de los sistemas de innovación artificial más grandes de la Cerdaña. También hay una escuela de esquí y snowboard de una calidad y capacidad acorde a la gran importancia de la estación de esquí, hay varios restaurantes y cafeterías situados en núcleos y junto a las pistas. En el núcleo de Masella también hay tienda de alquiler de material, hotel, jardín infantil, etc.

## Alp 2500
Alp 2500 significa la posibilidad de tener al alcance un gran dominio esquiable gracias a la unión de las estaciones de Masella y la Molina.
Utilizando el forfait conjunto de las dos estaciones es posible escoger cualquier recorrido de los 174 km de pistas, desde la parte más occidental de Masella (Coma Oriola), hasta la parte más oriental de la Molina (Pla d'Anyella).
Para poder esquiar por las dos estaciones es necesario haber adquirido el forfait que da acceso a las pistas de los dos complejos Invernales.

## Esquí nocturno
En temporada 2013/2014 la estación inauguró el esquí nocturno con la iluminación de algunas pistas, convirtiéndose así en una de las únicas estaciones del Pirineo que ofrece esta posibilidad. La iluminación de las pistas con focos de gran potencia no ha estado exenta de polémica debido a que esta actividad provoca una grave afectación por contaminación lumínica, impidiendo así el descanso de la fauna y el gran impacto visual que esto comporta, aunque la actividad cesa a las 21h y solo se desarrolla durante dos días a la semana, solamente en seis semanas del invierno